# Petr Hanák
Petr Hanák (* 22. května 1989, Brno) je český filmový, televizní a divadelní herec.

## Život a dílo
Narodil se a vyrůstal v Brně. Vystudoval obor Činoherní herectví na Divadelní fakultě JAMU v ateliéru Niky Brettschneiderové a Igora Dostálka. Ještě před přijetím na JAMU studoval francouzštinu na Pedagogické fakultě Masarykovy univerzity.
Hned po JAMU získal angažmá v Divadle F. X. Šaldy v Liberci, odkud se po třech sezonách přesunul zpět do Brna do Divadla Polárka. V minulosti působil také v inscenacích nezávislého brněnského Divadla Feste, aktuálně spolupracuje s uměleckým uskupením bazmek entertainment.
V oblasti filmu a televize má zkušenosti s rolemi ve studentských projektech, v české seriálové produkci, stejně jako v zahraničních filmech a seriálech.

## Tvorba
Jako herec účinkuje v divadle, filmu i televizi, načítá také audioknihy. Spolupracoval s více českými divadly (Studio Marta, Divadlo F. X. Šaldy, Divadlo Polárka, bazmek entertainment). V televizní i filmové produkci se díky znalosti francouzštiny uplatňuje v zahraničních projektech, např. film Z Paříže do Paříže, nebo seriály Totemy a Interview s upírem. Vytvořil epizodní role v řadě českých seriálů (Dobré ráno, Brno!, Specialisté, Modrý kód), hrál také ve studentských filmech (Kapr, Listí ze stromu svobody, Piknik u cesty).